# ComeUp
 (février 2024).
ComeUp (anciennement 5euros.com) est une place de marché en ligne pour les travailleurs indépendants, créée en 2013 et éditée par 5euros SAS.

## Histoire
5euros a été créé par Guillaume Passaglia et Maxime Valette, fondateurs de viedemerde.fr. Inspiré du modèle israëlien de Fiverr.
En 2022, le service change de nom pour devenir ComeUp et la société s'installe à Reims après avoir levé 500 000 euros.